# Maarssenbroeksedijk

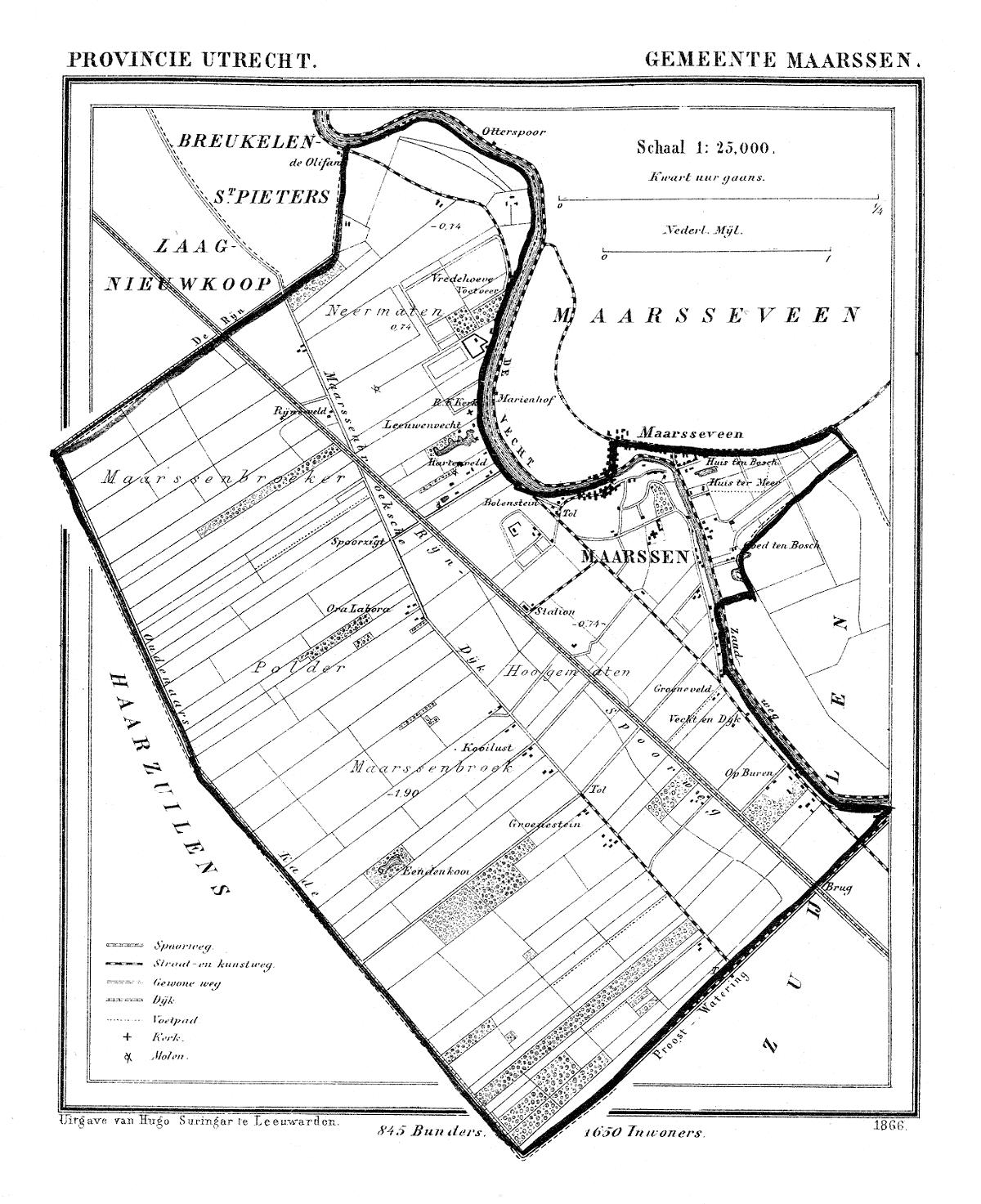
De Maarssenbroeksedijk op een kaart uit 1866.

De Maarssenbroeksedijk is een straat in de Nederlandse gemeenten Utrecht en Stichtse Vecht.
De straat is in de middeleeuwen ontstaan. Vermoedelijk werd ze gebruikt bij de ontginning van grond op de westoever van de rivier de Vecht. Erlangs verrezen vervolgens boerderijen. De straat liep in het verleden onafgebroken door op Utrechts, Maarssenbroeks, Maarssens en Breukelens grondgebied. Ze vormde ook een gemeentegrens. Het Maarssenbroekse deel is rond de jaren 1980 verdwenen met de aanleg van deze nieuwbouwwijk.
Aan de Utrechtse kant ligt de straat vandaag de dag op het bedrijventerrein Lage Weide. Het Maarssense en Breukelense deel kent nog een agrarisch karakter. Op nummer 12 staat daar een langhuisboerderij uit omstreeks 1800 die een gemeentelijk monument is.